# Gerlinde Stobrawa
Gerlinde Stobrawa (Angermünde, 1949. január 23. – Angermünde, 2024. augusztus 29.) német politikus.

## Életútja
1965 és 1968 között Neuzellében tanult pedagógiát, 1968-ban lépett be a Német Szocialista Egységpártba. 1984 és 1989 között a frankfurti (Odera) kerületi tanács tagja, 1986 és 1988 között pedig a Karl Marx Pártfőiskoláján tanult szociológiát. 1990-ben Brandenburg tartomány parlamentjébe választották képviselőnek, 2005 és 2009 között ugyanitt alelnök volt.
1991 novemberében derült ki róla, hogy 1987 szeptemberétől a keletnémet állambiztonsági minisztérium, a Stasi tagja volt. 2003 és 2013 között Bad Saarow tiszteletbeli polgármestereként dolgozott.